# Jean Richard
Jean Richard (n. 18 aprilie 1921 – d. 12 decembrie 2001) a fost un actor francez de film.

## Filmografie
- 1947 : Six heures à perdre, regia Alex Joffé Jean Lévitte
- 1949 : Le Roi Pandore, regia André Berthomieu
- 1949 : Mission à Tanger, regia André Hunebelle
- 1950 : Bertrand cœur de lion, regia Robert Dhéry
- 1950 : Adémaï au poste frontière, regia Paul Colline
- 1951 : The King of the Bla Bla Bla
- 1952 : Les Sept Péchés capitaux
- 1952 : Le Costaud des Batignolles, regia Guy Lacourt
- 1952 : Week-end à Paris, regia Gordon Parry
- 1952 : La Demoiselle et son revenant, regia Marc Allégret
- 1952 : Drôle de noce, regia Léo Joannon
- 1953 : Le Portrait de son père, regia André Berthomieu
- 1953 : Deux de l'escadrille, regia Maurice Labro
- 1953 : Belle mentalité, regia André Berthomieu
- 1954 : Si Versailles m'était conté, regia Sacha Guitry
- 1954 : Escalier de service, regia Carlo Rim
- 1955 : Chéri-Bibi, regia Marcello Pagliero
- 1955 : Les Deux font la paire, regia André Berthomieu
- 1955 : La Madelon, regia Jean Boyer
- 1956 : Les Truands, regia Carlo Rim
- 1956 : Courte tête, regia Norbert Carbonnaux
- 1956 : Eléna et les hommes, regia Jean Renoir
- 1957 : La Peau de l'ours, regia Claude Boissol
- 1957 : Nous autres à Champignol, regia Jean Bastia
- 1958 : En bordée, regia Pierre Chevalier
- 1958 : La Vie à deux, regia Clément Duhour
- 1959 : Mon pote le gitan, regia François Gir
- 1959 : Messieurs les ronds de cuir, regia Henri Diamant-Berger
- 1959 : Vous n'avez rien à déclarer?, regia Clément Duhour
- 1959 : The Goose of Sedan
- 1959 : Arrêtez le massacre, regia André Hunebelle
- 1959 : Certains l'aiment froide, regia Jean Bastia și Guy Lionel
- 1959 : Le Gendarme de Champignol, regia Jean Bastia
- 1959 : Mon pote le gitan
- 1960 : La Famille Fenouillard, regia Yves Robert
- 1960 : Les Tortillards, regia Jean Bastia
- 1960 : Les Fortiches, regia Georges Combret
- 1960 : Tête folle, regia Robert Vernay
- 1960 : Ma femme est une panthère, regia Raymond Bailly
- 1960 : Candide ou l'optimisme au XXe siècle
- 1961 : Frumoasa americană (La Belle Américaine), regia Robert Dhéry
- 1962 : Războiul nasturilor (La Guerre des boutons), regia Yves Robert
- 1962 : Un clair de lune à Maubeuge, regia Jean Chérasse
- 1962 : Nous irons à Deauville, regia Francis Rigaud
- 1962 : Tartarin de Tarascon, regia Francis Blanche
- 1962 : Du mouron pour les petits oiseaux, regia Marcel Carné
- 1963 : Bébert et l'omnibus, regia Yves Robert
- 1963 : Clémentine chérie, regia Pierre Chevalier
- 1963 : Le Coup de bambou, regia Jean Boyer
- 1963 : Dragées au poivre, regia Jacques Baratier
- 1964 : Allez France, regia Robert Dhéry și Pierre Tchernia
- 1964 : Le Dernier tiercé, regia Richard Pottier
- 1964 : Jaloux comme un tigre, regia Darry Cowl
- 1964 : Comment épouser un premier ministre, regia Michel Boisrond
- 1965 : Les Fêtes galantes, regia René Clair
- 1965 : La Corde au cou, regia Joseph Lisbona
- 1965 : Dernier tiercé, regia Richard Pottier
- 1965 : La Bonne occase, regia Michel Drach
- 1965 : L'Or du duc, regia Jacques Baratier
- 1965 : La tête du client, regia Jacques Poitrenaud
- 1965 : San antonio - Sale temps pour les mouches, regia Guy Lefranc
- 1965 : Les Bons Vivants, regia Gilles Grangier și Georges Lautner
- 1966 : Le Caïd de Champignol, regia Jean Bastia
- 1967 : Bang Bang (1967 film), regia Serge Piolet
- 1967 : Cecile est morte, regia Claude Barma
- 1967 : Le Plus Vieux Métier du monde, regia Claude Autant-Lara și Mauro Bolognini
- 1968 : Béru et ces dames, regia Guy Lefranc
- 1969 : La Maison de campagne, regia Jean Girault
- 1972 : Le Viager, regia Pierre Tchernia (cameo)
- 1981 : Signé Furax, regia Marc Simenon